# 三日市地区 (河内長野市)

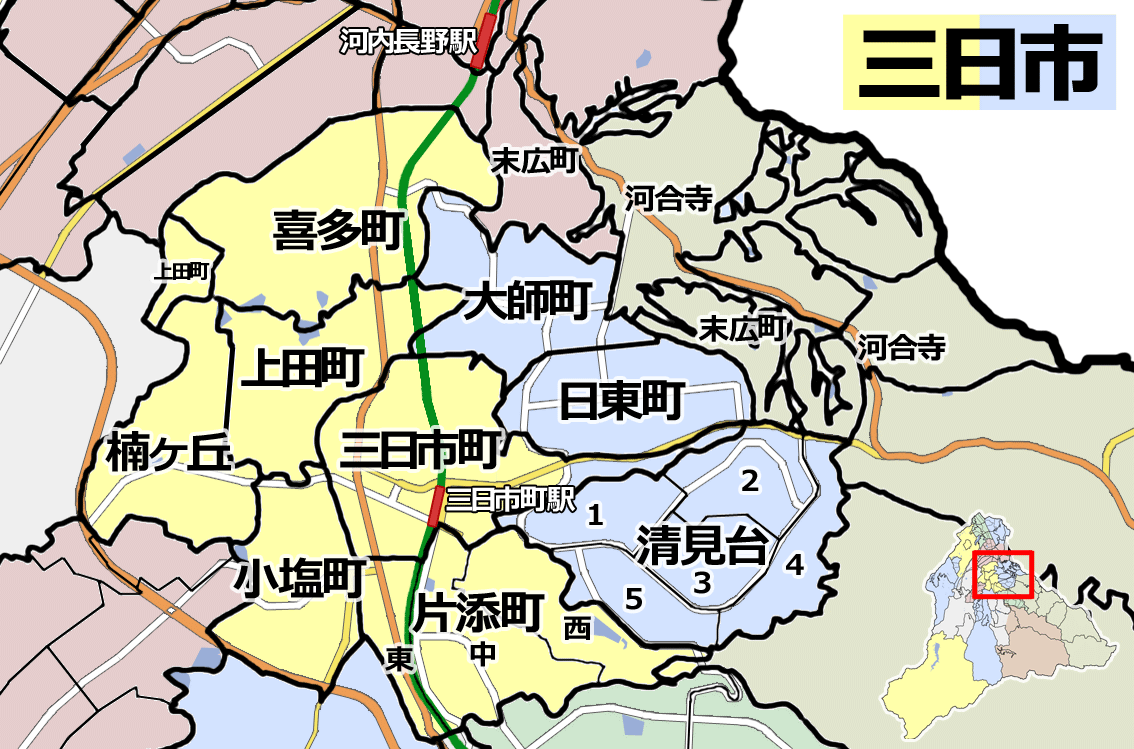
三日市地域
東（水色）は川上地区に位置する川上小学校の校区内

三日市地区（みっかいちちく）は、大阪府河内長野市内の一地域。河内長野市の中部に位置し、河内長野市の前身である南河内郡三日市村（みっかいちむら）の大部分とその周辺の地域である。

## 歴史
三日市は高野参詣の宿場町として栄えてきた歴史がある。明治時代には錦渓温泉が開業すると、寂々寥々たる一寒村だった当村は戸数300へ膨れ上がり、郡役所所在地の富田林町（現在の富田林市）を凌駕するくらいになったとまで言われている。しかし、その後高野登山鉄道（現・南海高野線）が高野山方面まで延伸されるようになると徐々に観光業は衰退していった。
その後は、ニュータウン開発が大規模に行われることとなり、人口の急増、駅周辺の再開発などが行われた。しかし、現在も一部には高野街道などの歴史的価値のある建造物が残っており、市民の保存活動がなされている。

### 三日市村時代
- 1889年4月1日 - 町村制施行に伴い、錦部郡上田村、片添村、喜多村、小塩村、三日市村の区域をもって三日市村が成立。村役場は現在の北三日市第二集会所に存在した。
- 1914年10月21日に高野登山鉄道の三日市町駅が開業。
- 1954年4月1日 - 長野町、高向村、加賀田村、天見村、川上村と新設合併し、河内長野市の一地域となる。

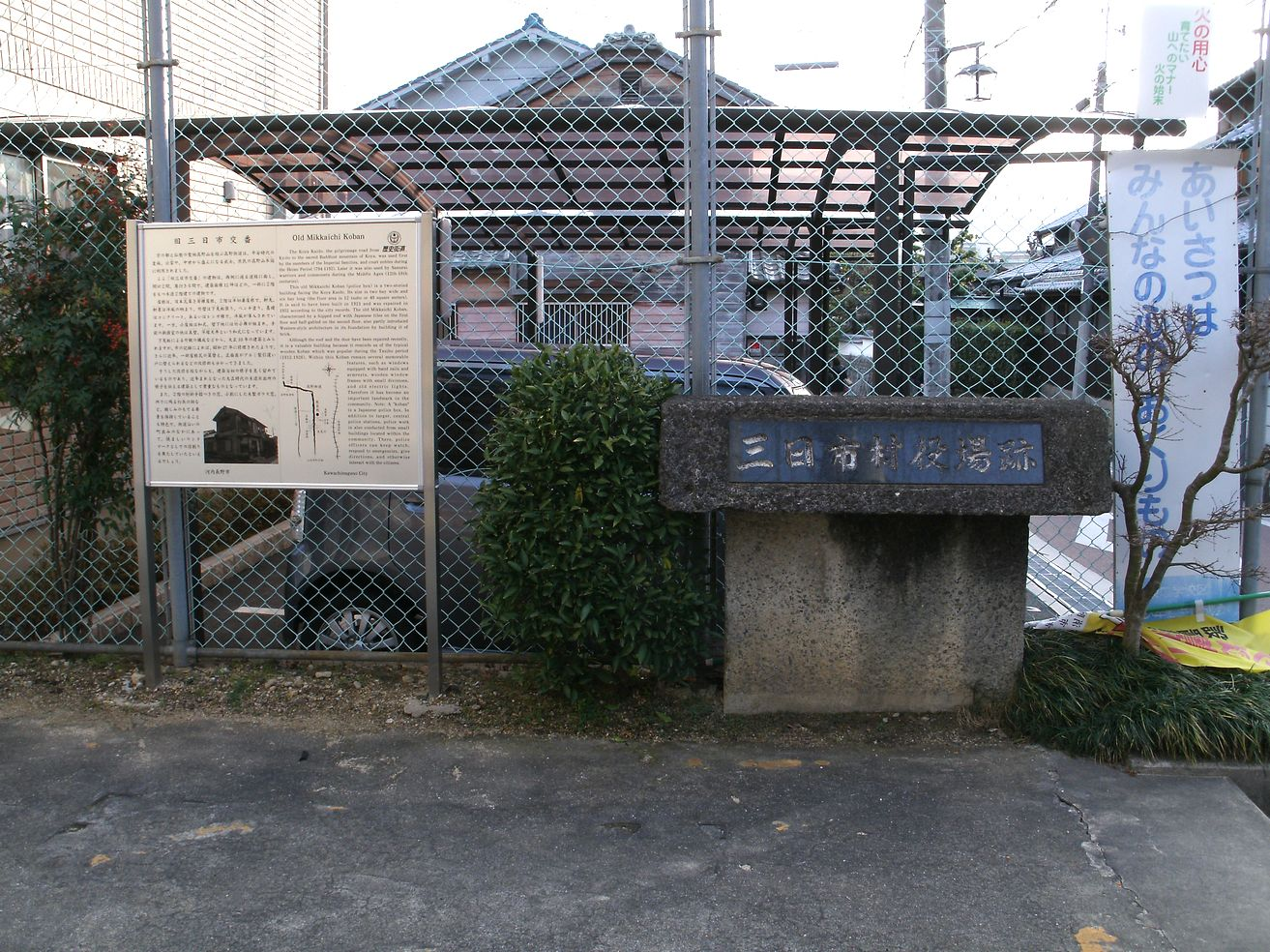
村役場跡

### 河内長野市制施行以降
1970年から小規模ニュータウン（大師町や日東町など）の開発が始まった。
- 1977年（平成52年）7月25日 - 河内長野郵便局が本町から喜多町に移転する。
- 1989年（平成元年）12月 - 国道371号バイパス（大阪河内長野線）の上原町 - 石仏間が開通する。
- 2005年（平成17年）7月29日 - 再開発事業の中核施設としてフォレスト三日市が開業する。

## 地理

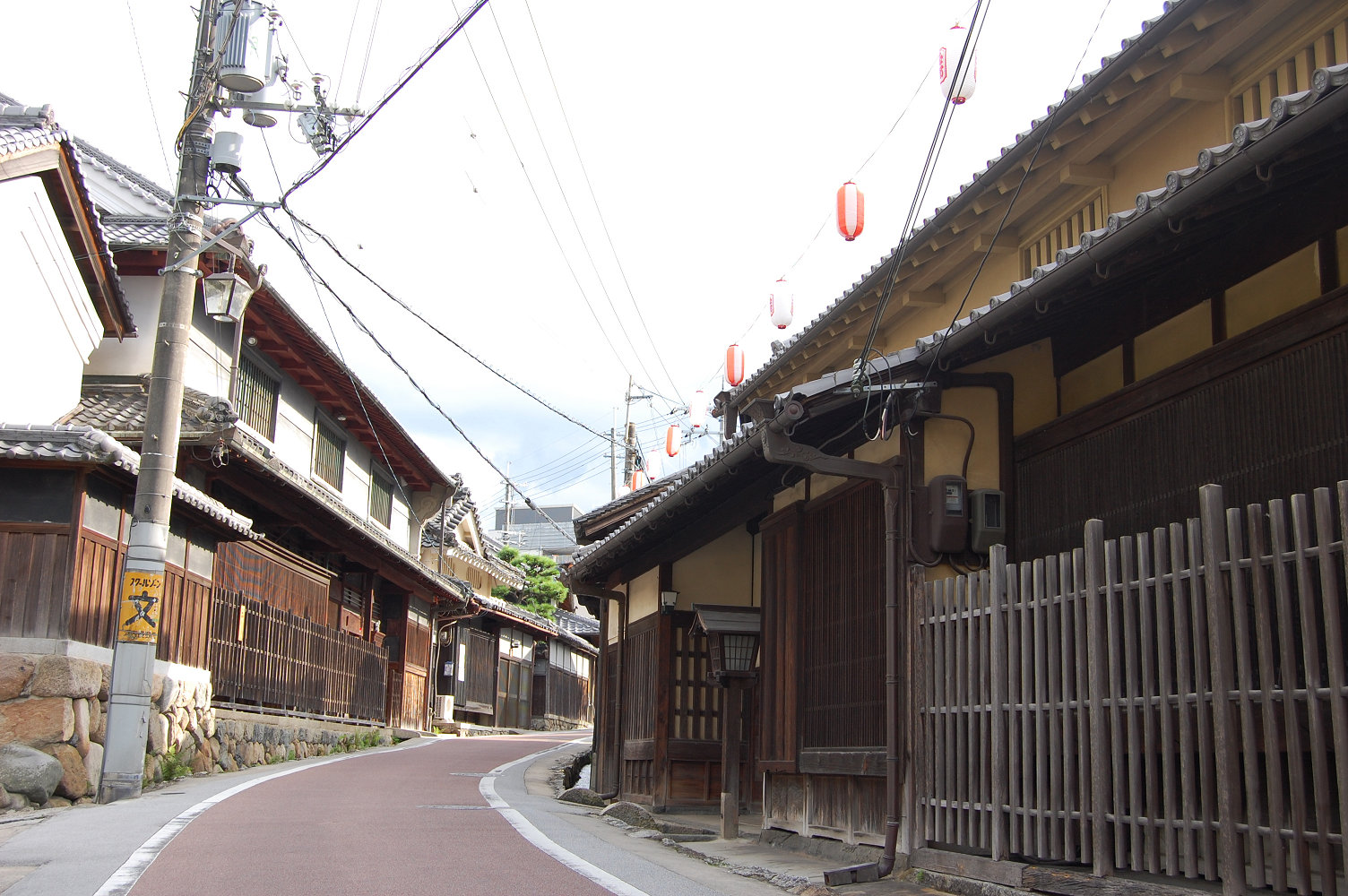
高野街道

河内長野市の中部に位置する。当地域の真ん中を縦断するように国道371号の旧道（高野街道）が通り、西端を国道371号のバイパスが通っている。また国道371号の旧道の東側を南海高野線が並行して走っていて、当地域の中心部に三日市町駅がある。

### 河川
- 天見川
- 石見川

## 地域

### 三日市町

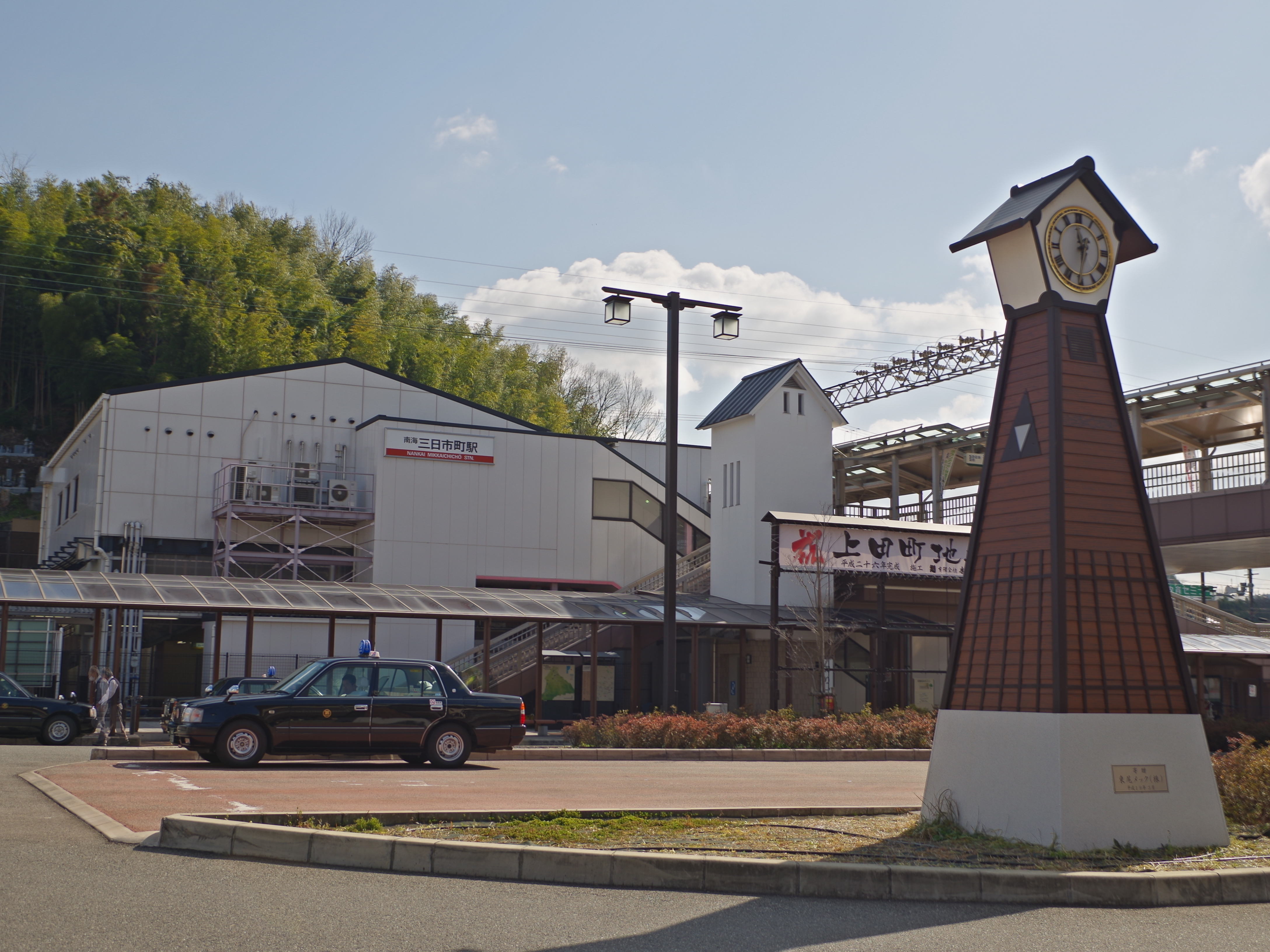
三日市町駅

町村制施行以前の三日市村にあたる。町村制施行後から現在に至るまで当地域の中心部として機能している。住所表記は制定されていない。地名の由来は毎月3日の市が開かれたことによるといわれる。三日市町駅より西側が古くからの商業地域となっており、駅前再整備によって駅前商業施設のフォレスト三日市を中心に駅ターミナルが設けられている。駅東側は駅ロータリーのほか小規模ニュータウンの広がる丘陵地帯となっている。駅北側は高野街道宿場町として歴史ある町家が残る。
主な施設、旧跡など
- 三日市町駅（南海高野線）
- 河内長野警察署三日市交番
- 高野街道
  - 旧三日市交番・八木家住宅
- 三日市町会館
- 三日市公民館
- 三日市郵便局
- フォレスト三日市
- JA大阪南三日市支店
- アズヘアー
- 真教寺

### 喜多町

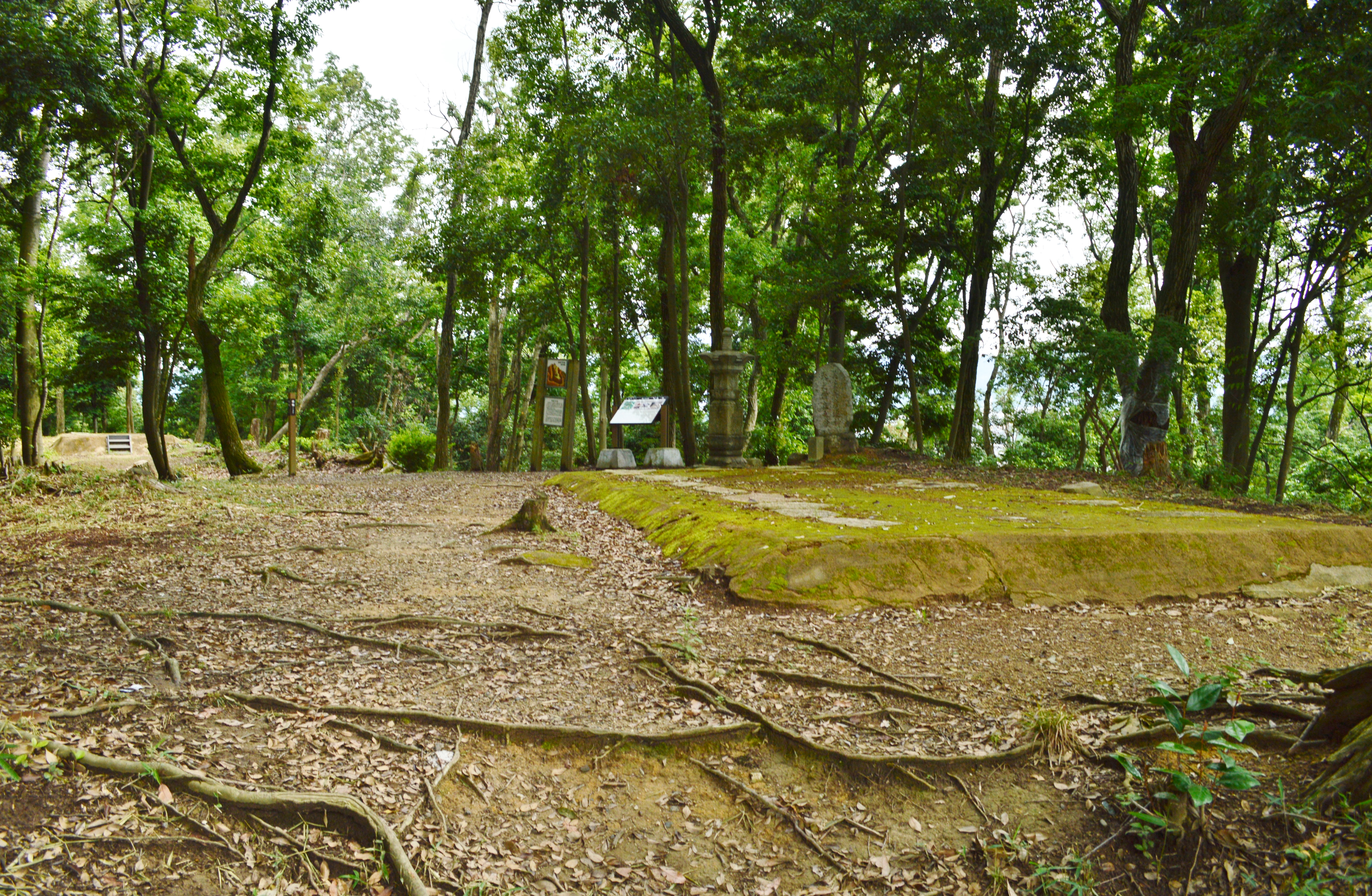
烏帽子形城

読みは「きたちょう」。町村制施行以前の喜多村にあたる。住所表記は制定されていない。地名の由来は上田村の北に位置することからといわれ、古くは北村とも書かれた。距離的には河内長野駅が最寄りとなるため、長野地域との結びつきが強い。南西の丘陵にある南北朝期からの烏帽子形城址は高野街道における交通の要衝であり、国の史跡にもなっている。南北に国道371号が通り商店が並んでおり、烏帽子形城址より北側の石川沿いや南海高野線より東側を中心に住宅地が広がっている。
主な施設、旧跡など
- 喜多町会館
- 烏帽子形城（烏帽子形公園）
- 烏帽子形八幡神社
- 河内長野郵便局
- 大日寺跡

### 上田町
読みは「うえだちょう」。町村制施行以前の上田村の大部分にあたり、2003年までは楠ケ丘地区も当地区に含まれていた。住所表記は制定されていない。三日市村と並んで中心部の役割を果たした時期もあり、江戸中期には上田小学校(現三日市小学校)のもとになる寺子屋や共同墓地などの公共機能、街道沿いの商工が古くからあった。2004年から2007年頃にかけて楠ケ丘団地に隣接するように、グリーンヒルズ・グランデ烏帽子台が小規模ながら開発された。
主な施設、旧跡など
- 増幅寺
- 河内長野市立三日市小学校
- 府営河内長野三日市住宅

### 楠ケ丘
読みは「くすがおか」。1967年から、楠ケ丘団地として度重商店によって開発された小規模ニュータウン。住所表記は2003年3月3日に制定された。北西部には工事着手できていない箇所が残っており、耕作地によって一部道路が寸断されたままになっている。住宅街西側は国道371号バイパスに接続し、南花台へとつながっており、東側は上田町そして三日市町駅につながっている。

### 小塩町
読みは「おしおちょう」。町村制施行以前の小塩村の大部分にあたる。住所表記は制定されていない。地名の由来は潮泉が存在したことによるとされる。東端は加賀田川、南端は国道371号バイパスとなっており、古くからの集落の色合いを残した住宅地で形成されている。1970年からは西側の山手を南花台の一部として開発が行われ、現在は分離している。

### 西片添町、中片添町、東片添町

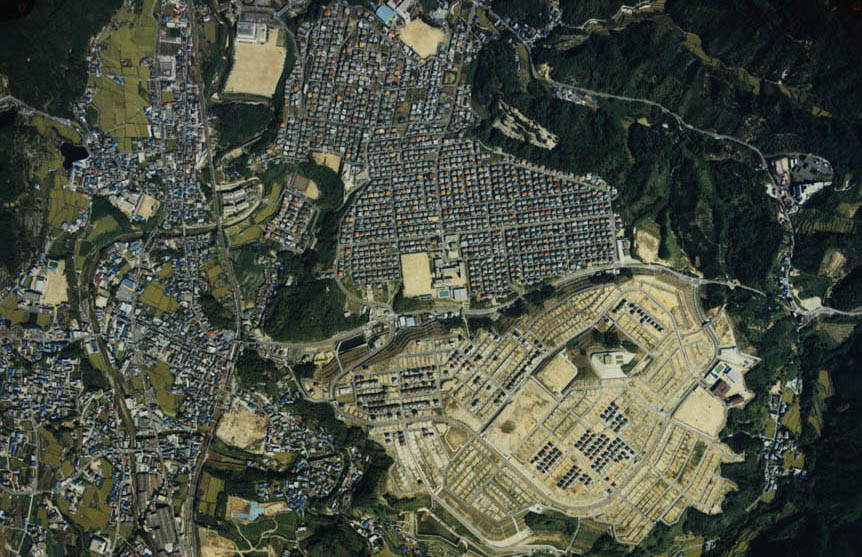
三日市町、片添町、大師町、日東町、清見台（1980年代当時）

読みは「にしかたそえちょう」、「なかかたそえちょう」、「ひがしかたそえちょう」。町村制施行以前の片添村、住所表記制定前の片添町にあたる。住所表記は1993年3月1日に制定された。西片添町はかつての宿場町からなる商業施設、東片添町は昔ながらの集落としての色合いが濃く残る一方で、中片添町は再整備がなされ整った住宅街となっている。三日市町駅にほど近いことから、国道371号の通りを中心に商業施設が並ぶ。南側は美加の台と住宅街として一体化している。
主な施設、旧跡など
- 三日市浄水場

### 大師町
読みは「だいしちょう」。1970年から1974年にかけて、大末住宅団地として大末組によって計画されたのち、楠翠台（なんすいだい）として開発された小規模ニュータウン。住所表記は1972年7月1日に制定された。距離的には河内長野駅と三日市町駅のどちらを利用しても変わらないが、路線バスは河内長野駅と結ぶ路線しかないため、そちらを利用することになる。
主な施設、旧跡など
- 河内長野市立大師総合運動場（大師グラウンド）
- 河内長野市立市民総合体育館
- 河内長野市立大師庭球場

### 日東町
読みは「にっとうちょう」。1970年から1973年にかけて、日生住宅三日市団地として日生住宅によって計画されたのち、日生楠台として開発された小規模ニュータウン。住所表記は1972年7月1日に制定された。徒歩の場合は距離的に近い三日市町駅を利用するが、路線バスの場合は大師町と同じく、河内長野駅と結ぶ路線しかないため、そちらを利用することになる。
主な施設、旧跡など
- 河内長野市立東中学校

### 清見台
読みは「きよみだい」。1980年から1985年にかけて、開発観光が開発した中規模ニュータウン。住所表記は1984年11月1日に制定され、1丁目から5丁目まである。ニュータウン内の人口は5,148人。当地区は生駒山送信所からの電波受信が困難なため、河内長野清見台中継局が設置されている。また、清見台第一公園の展望広場からは、河内長野市北部や大阪狭山市を一望できる。ニュータウンの中心には清見台が造成される前の丘が残っている。
主な施設、旧跡など
- 河内長野市立川上小学校
- 河内長野清見台中継局
- サニータウン長野清見台

## 交通

### 鉄道
- 南海電気鉄道
  - 高野線：三日市町駅

### 主な道路
- 国道371号（高野街道）・国道371号バイパス（大阪河内長野線）
- 府道209号東阪三日市線
- 府道214号河内長野千早城跡線